# ルートヴィヒ・ヴィルヘルム (バーデン＝バーデン辺境伯)
ルートヴィヒ・ヴィルヘルム・フォン・バーデン＝バーデン（ドイツ語: Ludwig Wilhelm von Baden-Baden, 1655年4月8日 - 1707年1月4日）は、神聖ローマ帝国の領邦君主でオーストリアの軍人。バーデン＝バーデン辺境伯（在位：1677年 - 1707年）。

## 生涯
バーデン家のバーデン＝バーデン辺境伯ヴィルヘルムの長男フェルディナント・マクシミリアンと、妃ルイーザ・クリスティーナ（カリニャーノ公トンマーゾの次女）の一人息子としてパリで生まれた。バーデン＝バーデン辺境伯家は、ツェーリンゲン家のカトリックを信仰する傍系である。母方の従弟に、同じくオーストリア軍人であったプリンツ・オイゲンがいる。1669年、父が祖父に先立って死んだため、1677年の祖父の没後にバーデン＝バーデン辺境伯位を継承した。

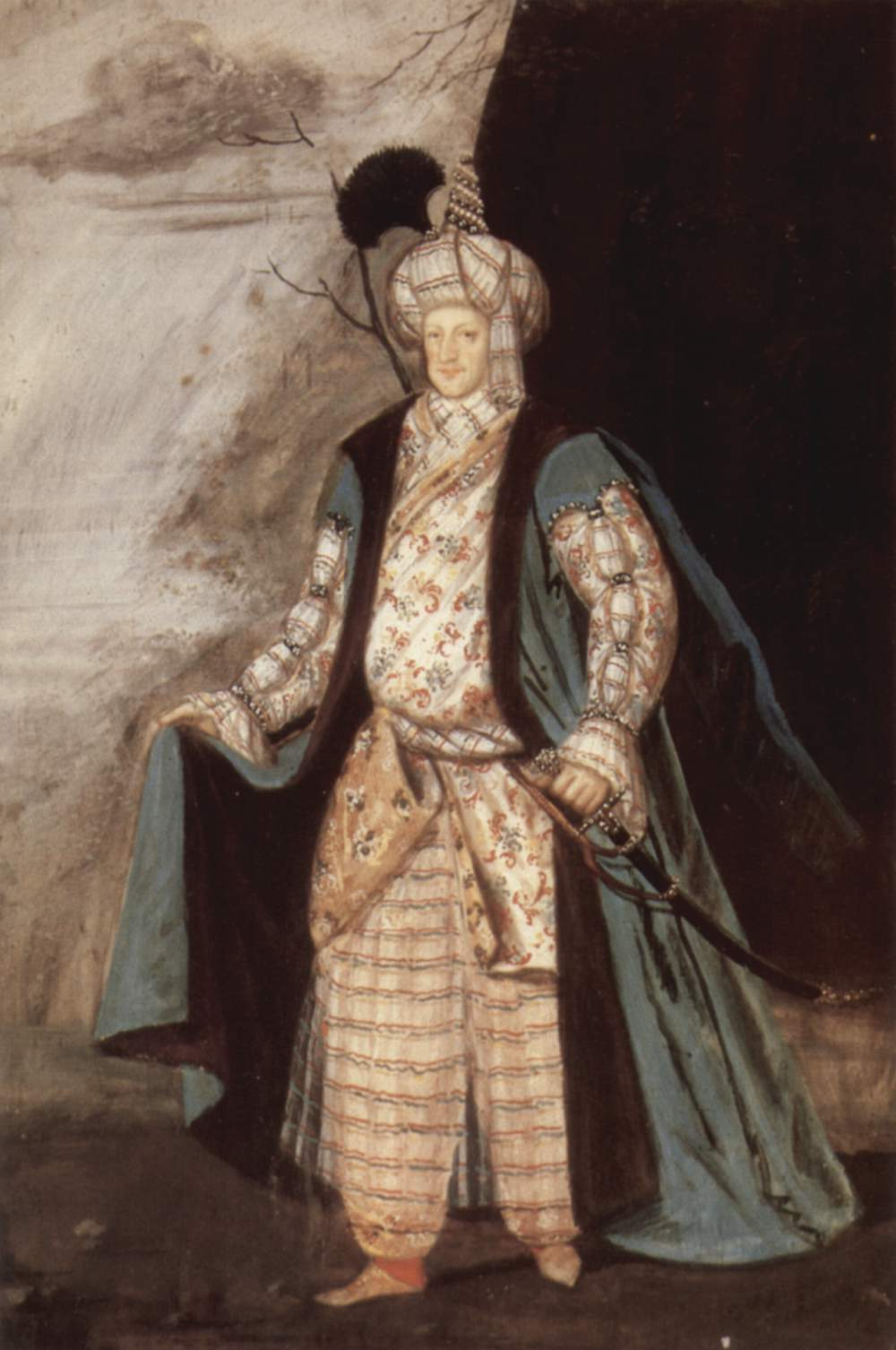
トルコ人の服装をしたルートヴィヒ・ヴィルヘルム

ルートヴィヒ・ヴィルヘルムは「トルコ人ルートヴィヒ」（Türkenludwig）、「帝国の盾」と呼ばれた。赤い上着が野戦でもよく目立つためトルコ人に「赤」と呼ばれていたからである。従兄のプリンツ・オイゲン同様、オスマン帝国の侵入に対するヨーロッパ側の防衛者であった。
オイゲンと共に1683年の第二次ウィーン包囲で解放軍に加わり、ロレーヌ公シャルル5世に従い大トルコ戦争に参加、1686年にブダを陥落、1688年にシャルル5世とバイエルン選帝侯マクシミリアン2世が大同盟戦争でフランスに対抗するためライン川に送られると神聖ローマ皇帝軍の司令官となった。翌1689年にはハンガリーにおいて駐留軍の最高司令官となり、1691年のスランカメンの戦い（現セルビアの地名）でオスマン帝国軍の侵攻時に勝利を挙げ、大宰相キョプリュリュ・ムスタファ・パシャを討ち取った。同年に大同盟戦争のライン戦線に送られた。
スペイン継承戦争でも軍を指揮し、ライン川右岸の司令官に任命され、ストラスブールからシュトルホーフェンに及ぶ防衛線を築いてフランス軍に備えた。1702年9月にランダウを占領したが、10月14日のフリートリンゲンの戦いでヴィラール公率いるフランス軍に打ち破られた。翌1703年にシュトルホーフェンでタラール伯の軍に気を取られている隙にヴィラールの軍が南に大きく迂回、ライン川を渡りストラスブール対岸のケールを奪われた（ケール包囲戦）。さらにヴィラールはケールから東進してマクシミリアン2世のバイエルン軍と合流、帝国の危機を招いた。
1704年、イングランド軍総司令官のマールバラ公ジョン・チャーチルがオランダからドイツへ長距離行軍を果たすとオイゲンと共に合流、ライン川はオイゲンに任せてマールバラ公と共にドナウ川流域に進みシェレンベルクの戦いでドナウヴェルト及び北のシェレンベルクを落とした。インゴルシュタットに向かったためブレンハイムの戦いには参加出来なかったが、インゴルシュタットを落としフランス軍に奪われたランダウを包囲・再征服した。
1705年にアグノーを奪取してヴィラールと対陣、引き続きライン川の守備に努めたが、2年後の1707年、51歳でラシュタットにて死去した。息子ルートヴィヒ・ゲオルクがバーデン＝バーデン辺境伯位を継承したが幼いため、妻フランツィスカ・ジビッラ・アウグスタが摂政として後見した。未亡人となったジビッラは夫を記念して夏の城シューロス・ファウォリテを建設した。
ライン川防衛はバイロイト辺境伯クリスティアン・エルンストが引き継いだが、ヴィラールに破られ一時ヴュルテンベルクも制圧されたため罷免、ハノーファー選帝侯ゲオルク・ルートヴィヒ（後のグレートブリテン王ジョージ1世）が後任のライン川司令官となった。

## 子女
1690年、神聖ローマ皇帝レオポルト1世は、ルートヴィヒ・ヴィルヘルムとザクセン＝ラウエンブルク公ユリウス・フランツの娘で20歳年下の女子相続人フランツィスカ・ジビュラ・アウグスタを結婚させた。2人の間には9子が生まれた。
- レオポルト・ヴィルヘルム（1694年 - 1695年）
- シャルロッテ（1696年 - 1700年）
- カール・ヨーゼフ（1697年 - 1703年）
- ヴィルヘルミーネ（1700年 - 1702年）
- ルイーゼ（1701年 - 1707年）
- ルートヴィヒ・ゲオルク（1702年 - 1761年） - バーデン＝バーデン辺境伯
- ヴィルヘルム・ゲオルク（1703年 - 1709年）
- アウグステ・マリー・ヨハンナ（1704年 - 1726年） - オルレアン公ルイと結婚
- アウグスト・ゲオルク（1706年 - 1771年） - バーデン＝バーデン辺境伯